# Svédország
Svédország (svédül: Sverige ([ˈsværjɛ]) kiejtéseⓘ), hivatalos nevén a Svéd Királyság (svédül: Konungariket Sverige, kiejtéseⓘ), skandináv ország Észak-Európában. Az ország szárazföldi határait nyugaton Norvégia, északkeleten Finnország képzi, míg délen az Öresund tengerszoroson épült Öresund hídon át Dániával van szárazföldi összeköttetése. A 2400 km hosszú tengeri határa nyugaton a Skagerrak, a Kattegat, valamint az Öresund tengerszoros, délen és keleten pedig a Balti-tenger. Az Európai Unió 3. legnagyobb és Észak-Európa legnagyobb országa. A népessége a 2020-as években már több mint 10 millió fő, melynek mintegy 85%-a él városokban. A népességszám a bevándorlás hatására folyamatosan növekvő tendenciát mutat. Magasabb népsűrűsége leginkább a déli területekre koncentrálódik. Az ország déli részét túlnyomórészt mezőgazdasági területek, míg az északi részét sűrű, hegyekkel tarkított erdőségek borítják.
Fővárosa és egyben legnagyobb városa Stockholm. Az ország 1995 óta tagja az Európai Uniónak, továbbá tagja többek között az ENSZ-nek, a Kereskedelmi Világszervezetnek, az OECD-nek és a schengeni övezetnek is. Az Ukrajna elleni orosz agresszió után 2022 tavaszán feladta hagyományos semlegességi politikáját és kérte felvételét a NATO-ba, majd – miután a magyar kormány több mint egy éven át egyedüliként akadályozta a felvételét – 2024 tavaszán a szövetség 32. tagállamává vált.
A skandináv országokkal együtt a világ legfejlettebb térségét alkotja az emberi jogok, az információs társadalom és a vagyoni egyenlőség területén, emberi fejlettségi besorolása nagyon magas. Az ország ennek megfelelően fenntartja a skandináv jóléti modellt, amely biztosítja minden állampolgára számára a társadalombiztosítás, az egészségügyi szolgáltatások és az oktatás finanszírozását. 2019-ben itt a 13. legmagasabb egy főre jutó GDP a világon, valamint előkelő helyet foglal el számos nemzetközi összehasonlításban ami az életminőséget, az egészségügyet, az oktatást, a szabadságjogokat, a gazdasági versenyképességet, az egyenlőséget, a jólétet és az emberi fejlettséget illeti. Egy 2024-es felmérésben globálisan az ötödik helyen áll az életminőségben és az emberek elégedettsége alapján.

## Földrajz
Svédország földrajzilag a Skandináv-félsziget keleti és déli részén terül el, nyugatról és északról Norvégia, keletről pedig Finnország határolja, valamint tengeri határokat oszt délről Dániával. Az ország területe 450 295 km², ezzel az 56. legnagyobb ország a Földön. A két legnagyobb svéd sziget Gotland melynek fővárosa Visby és Öland, mindkettő népszerű üdülési célpont. A Balti-tenger másik nagy szigete a Finnországhoz tartozó Åland, amelynek ennek ellenére hivatalos nyelve a svéd, és lakosságát is nagy részben (91,2%) svédek teszik ki. Az ország nyugati vidékein a Skandináv-hegység fut végig, melynek legmagasabb pontja a Kiruna közelében található, 2104 méter magasságú Kebnekaise. A magashegység lehetőséget nyújt a téli sportok kedvelőinek síelésre is. Svédország három legnagyobb tava a Vänern, a Vättern és a Mälaren. A Skandináv-hegységből általában keletre, párhuzamosan haladó folyók nagy esésük miatt jelentős vízerőkészlettel rendelkeznek.
Svédországot három nagy vidékre osztják, melyek 25 tájegységre, úgynevezett landskapra bomlanak a következők szerint:
- Götaland tájegységei: Skåne, Blekinge, Halland, Småland, Västergötland, Östergötland, Bohuslän, Dalsland, Öland, Gotland
- Svealand tájegységei: Södermanland, Närke, Värmland, Västmanland, Uppland, Dalarna
- Norrland tájegységei: Gästrikland, Hälsingland, Härjedalen, Medelpad, Jämtland, Ångermanland, Västerbotten, Lappland, Norrbotten

### Éghajlat
Északi fekvése ellenére Svédország legnagyobb részén mérsékelt éghajlat uralkodik, a Golf-áramlatnak köszönhetően, de Dániához és Norvégiához képest éghajlata hidegebb, mert a Golf-áramlat hatása itt már csak erősen korlátozottan érvényesül. A nyár rövid, Stockholm környékén csak négy és fél hónap fagymentes. Az ország középső részét 3-4, északi tájait 6-7 hónapig is hótakaró fedi. Az évi csapadékmennyiség a Skandináv-hegység esőárnyéka miatt csak 400–600 mm, a mezőgazdaság számára kedvezőtlen eloszlásban: tavasszal kevés eső esik, ősszel viszont sok a csapadék. Az állattenyésztés természeti feltételei valamivel  kedvezőbbek, mint a földművelésé. A talaj általában gyenge minőségű podzol és láptalaj. Barna erdőtalajok csak délen és Östergötlandban vannak.
Svédország közel kétharmadát ma is erdő borítja. Dél-Svédországban a lombhullató fák, míg északon a fenyők dominálnak. Svédország legészakibb, sarkkörön túlra nyúló részén az év téli szakaszában nem kel fel a nap, míg nyáron 24 órás napsütés jellemzi ezeket az északi vidékeket. Itt szubarktikus éghajlat van, a fátlan hegyek a jellemzőek. A januári középhőmérséklet 0 °C-tól (Skåne és a nyugati part) -16 °C-ig (egyes északnyugati völgyek) terjed. Júliusban plusz 16-18 °C az átlaghőmérséklet délen, míg a kopár hegyekben +10 °C alatt lehet. A legészakibb város Kiruna.
A tél a tenger mérséklő hatására nem túl hideg (a januári középhőmérséklet: -1 és -4 °C közötti), a nyár hűvös, de a parti sávban időnként fülledt is lehet (a júliusi középhőmérséklet 17-19 °C). Az országban mért legmagasabb hőmérséklet 38 °C volt, melyet 1933-ban és 1947-ben mértek. A 2018-as július volt az országban mért legmagasabb átlaghőmérsékletű hónap, az elmúlt 260 évben.
Az évi átlagos csapadék 600–800 mm, nyár végi, ősz eleji maximummal és tavaszi minimummal. A napfénytartam bőséges (évi 1800-2000 óra), a hótakarós napok száma 40-100. A vegetációs időszak hossza a legtöbb mérsékelt övi kultúrnövény termesztéséhez elegendő. Svédország északi részét a sarkköri tundra éghajlat jellemzi (hosszú, hideg tél, rövid nyár). A Skandináv-hegységtől keletre, a kontinentális éghajlatot mérsékeli a Balti-tenger (hűvös nyár, enyhe tél). Délnyugaton már az óceáni éghajlat jellemzői figyelhetők meg.
| Legmagasabb és a legalacsonyabb átlaghőmérséklet hónapokra bontva (°C) |         |         |         |         |       |        |        |           |        |         |          |          |
| Város                                                                  | Január  | Február | Március | Április | Május | Június | Július | Augusztus | Szept. | Október | November | December |
| Kiruna                                                                 | -10/-16 | -8/-15  | -4/-13  | 2/-7    | 8/0   | 14/6   | 17/8   | 14/6      | 9/2    | 1/-4    | -5/-10   | -8/-15   |
| Östersund                                                              | -5/-10  | -3/-9   | 0/-6    | 5/-2    | 12/3  | 16/8   | 18/10  | 17/10     | 12/6   | 6/2     | 0/-3     | -3/-8    |
| Stockholm                                                              | 1/-2    | 1/-3    | 4/-2    | 11/3    | 16/8  | 20/12  | 23/15  | 22/14     | 17/10  | 10/6    | 5/2      | 1/-1     |
| Göteborg                                                               | 2/-1    | 4/-1    | 6/0     | 11/3    | 16/8  | 19/12  | 22/14  | 22/14     | 18/10  | 12/6    | 7/3      | 3/-1     |
| Visby                                                                  | 1/-2    | 1/-3    | 3/-2    | 9/1     | 14/6  | 18/10  | 21/13  | 20/13     | 16/9   | 10/6    | 5/2      | 2/0      |
| Malmö                                                                  | 3/-1    | 3/-1    | 6/0     | 12/3    | 17/8  | 19/11  | 22/13  | 22/14     | 18/10  | 12/6    | 8/4      | 4/1      |

### Élővilág és természetvédelem
Uralkodó növénye a fenyő. Az ország területének jelentős részét erdők borítják, az északi tájakon pedig tundra az uralkodó növénytakaró. Délre haladva egyre több a mezőgazdasági művelés alatt álló terület.
Aggodalomra okot adó jelenségek: az erdők talajának és a vizeknek a savasodása, a nitrogén feldúsulása a vizekben (eutrofizáció), a légszennyezés, az ózonréteg vékonyodása, környezetszennyezés, a tengerek szennyezése olajjal. Az ország szén-dioxid kibocsátása évi 50 megatonna. Az ország éves hulladéktermelése 167 millió tonna, ebből az egyéb gazdasági tevékenységek 4,5 millió tonna, míg a háztartások 2,5 millió tonna hulladékot termeltek 2014-ben. A háztartási hulladék 99 százalékát újrahasznosítják, ennek felét hőerőművekben történő égetés útján. A hőerőművek 950 000 lakás fűtését biztosítják és 260 000 háztartás áramigényét elégítik ki. Települési hulladéklerakókban a keletkezett hulladéknak csak 1 százaléka végezte 2016-ban.

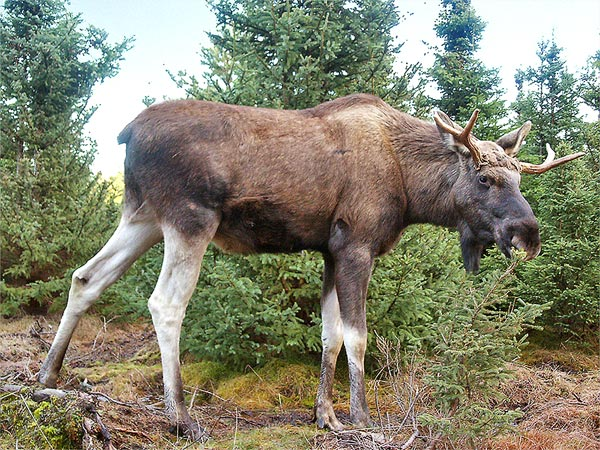
Jávorszarvas
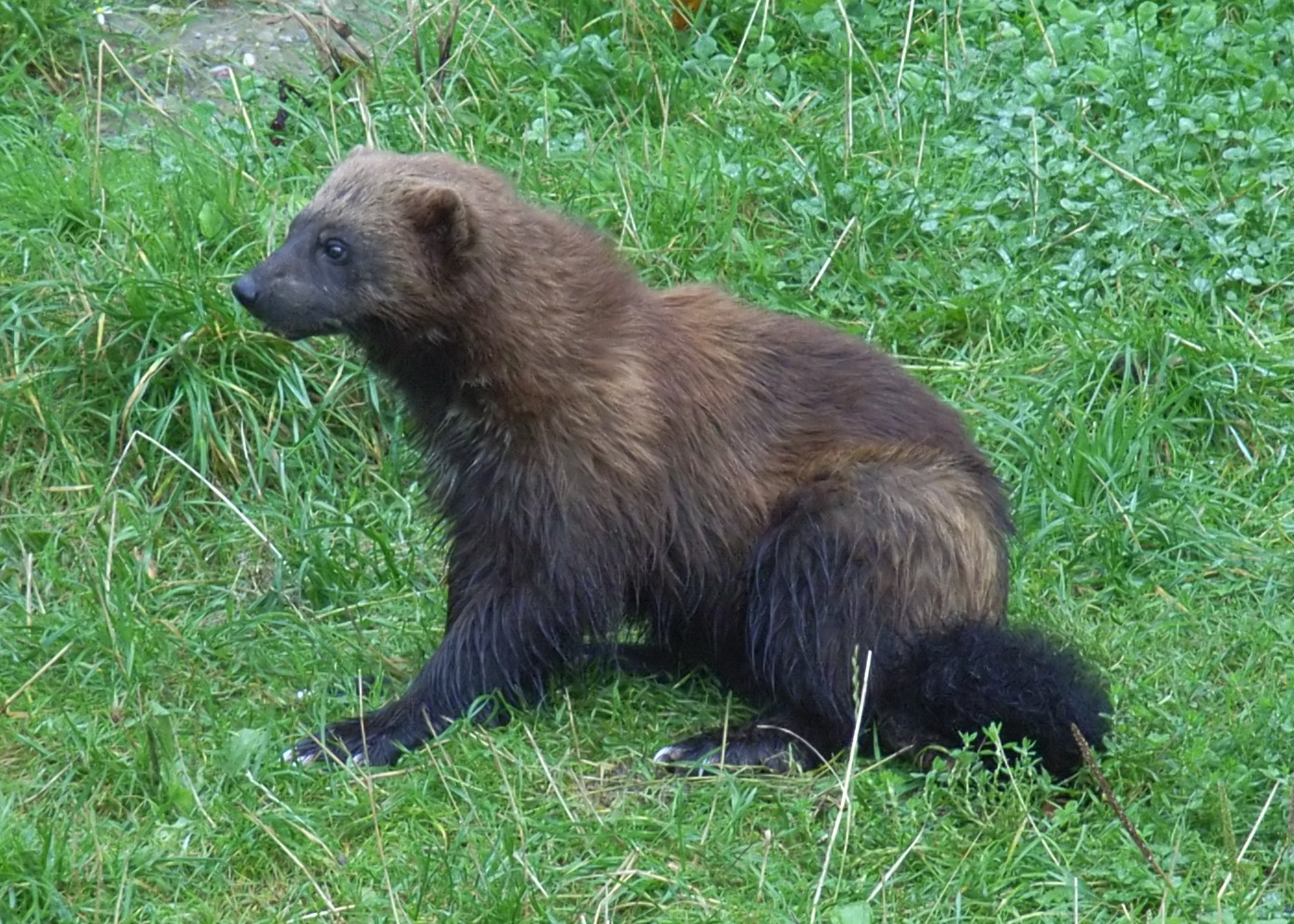
Rozsomák
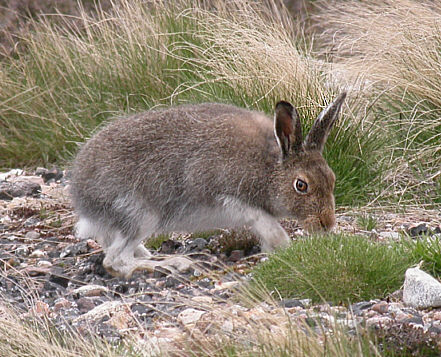
Havasi nyúl
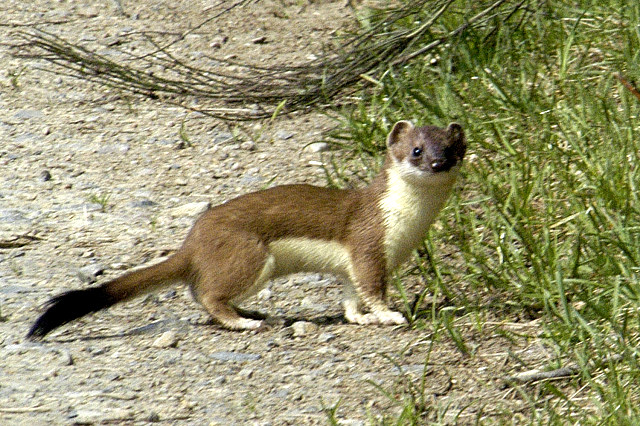
Hermelin
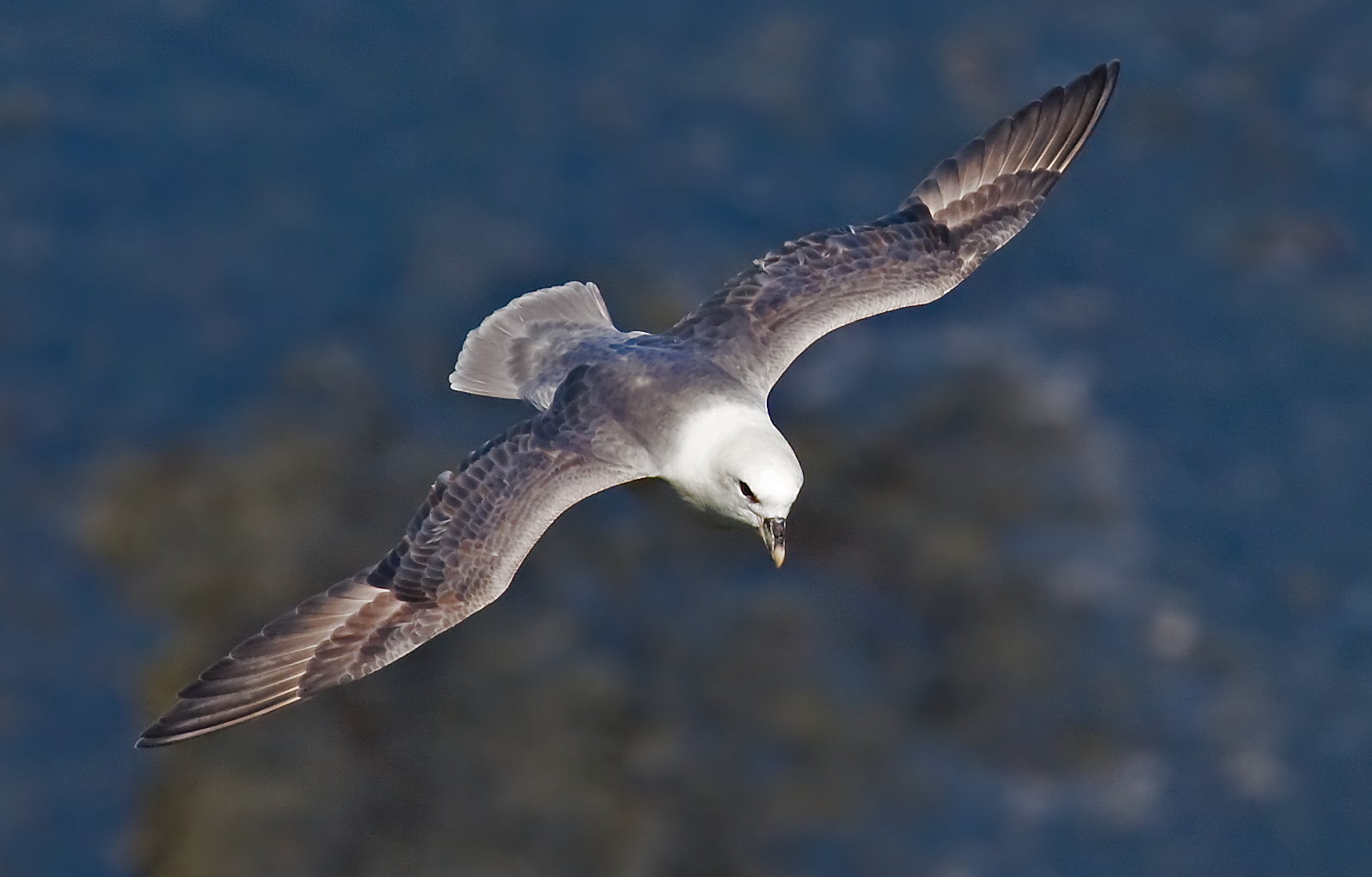
Északi sirályhojsza
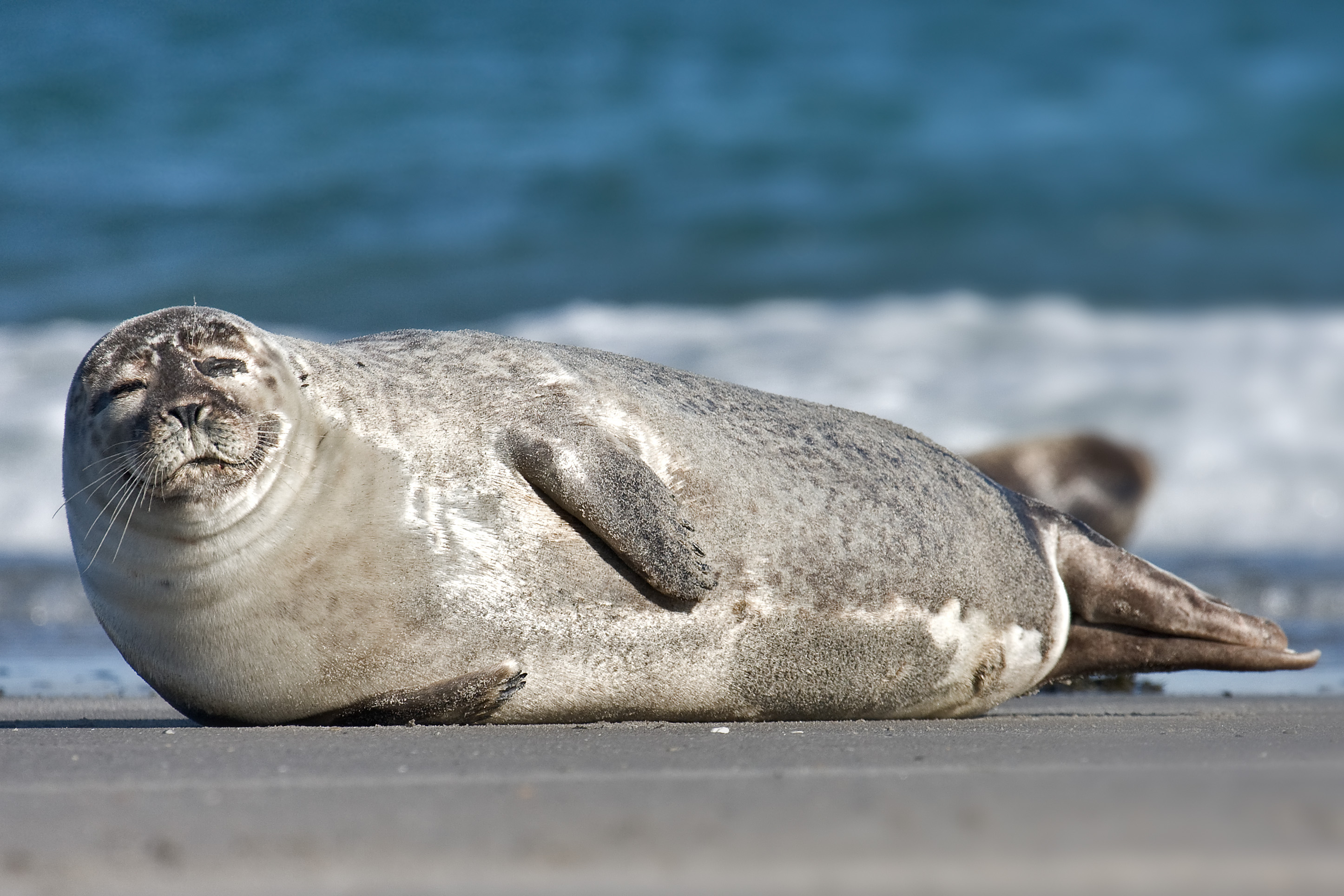
Borjúfóka
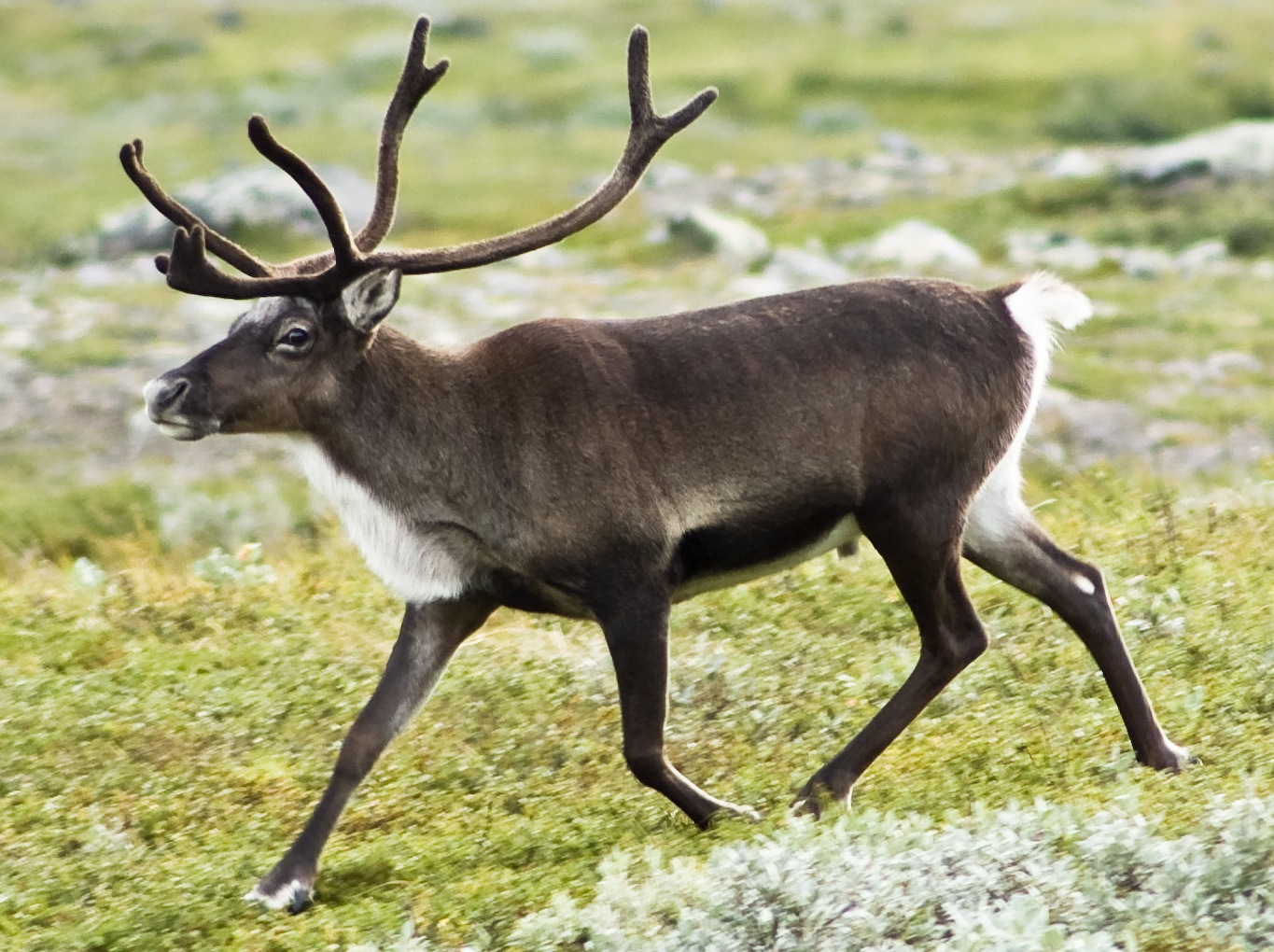
Rénszarvas

#### Nemzeti parkok
1908-ban Svédországban létesítették Európa első nemzeti parkját. Célja a természet értékeinek megőrzése volt Svédország és az egész világ számára. Mára a nemzeti parkok hálózatának 28 tagja van.

#### Természeti világörökség
Az UNESCO az egész Lappföldet természeti és kulturális világörökségnek tekinti. Ezenkívül Finnországgal közös természeti világörökség még a Kvarken szigetvilága a Botteni-öbölben.

## Történelem

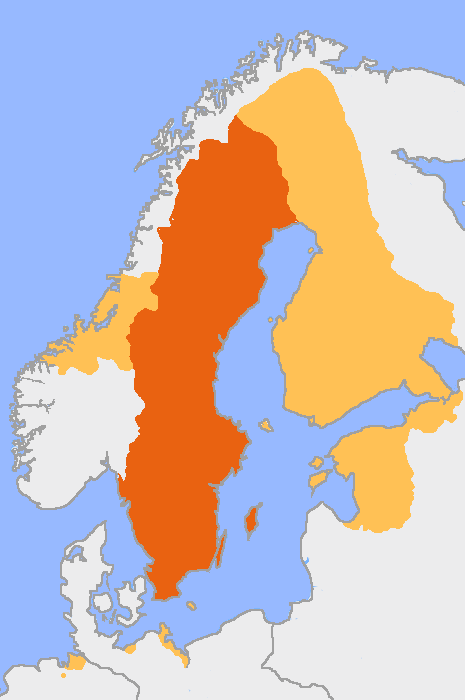
A Svéd Birodalom hatalmának csúcsán, 1658-ban (a pirossal jelzett Svédország mai területe).

Svédország újkori önálló történelme a kalmari unióból történő 1523-as kiválással kezdődött.
A svéd nagyhatalom időszaka XII. Károly uralkodásának idejére tehető, amikor is az egész balti térség svéd fennhatóság alá tartozott, beleértve néhány északnémet tartományt is.
A nagyhatalmi időszaknak a XII. Károly uralma alatti háborúk kudarcai vetettek véget. A fiatal király legnagyobb ellenfele a Nagy Péter cár által vezetett Orosz Birodalom volt, amely ellen a törökökkel szövetkezett. Ők azonban később az ellenfeleivé váltak.
A napóleoni háborúk megkímélték Svédországot. Az északi királyság nem nyújtott segítséget Napóleonnak, így a győztes hatalmak kvázi-szövetségesként kezelték a bécsi kongresszuson, ahol elhatározták, hogy a győzedelmes Oroszországnak adják a finn területeket, Svédország kárpótlásul megkapta Norvégiát.
A két világháborúban Svédország katonailag semleges államként nem vett részt, azonban minden hadviselő félnek exportált vasércet.
Lásd még: vikingek, varégok, svéd királyok listája

## Politika és államszervezet

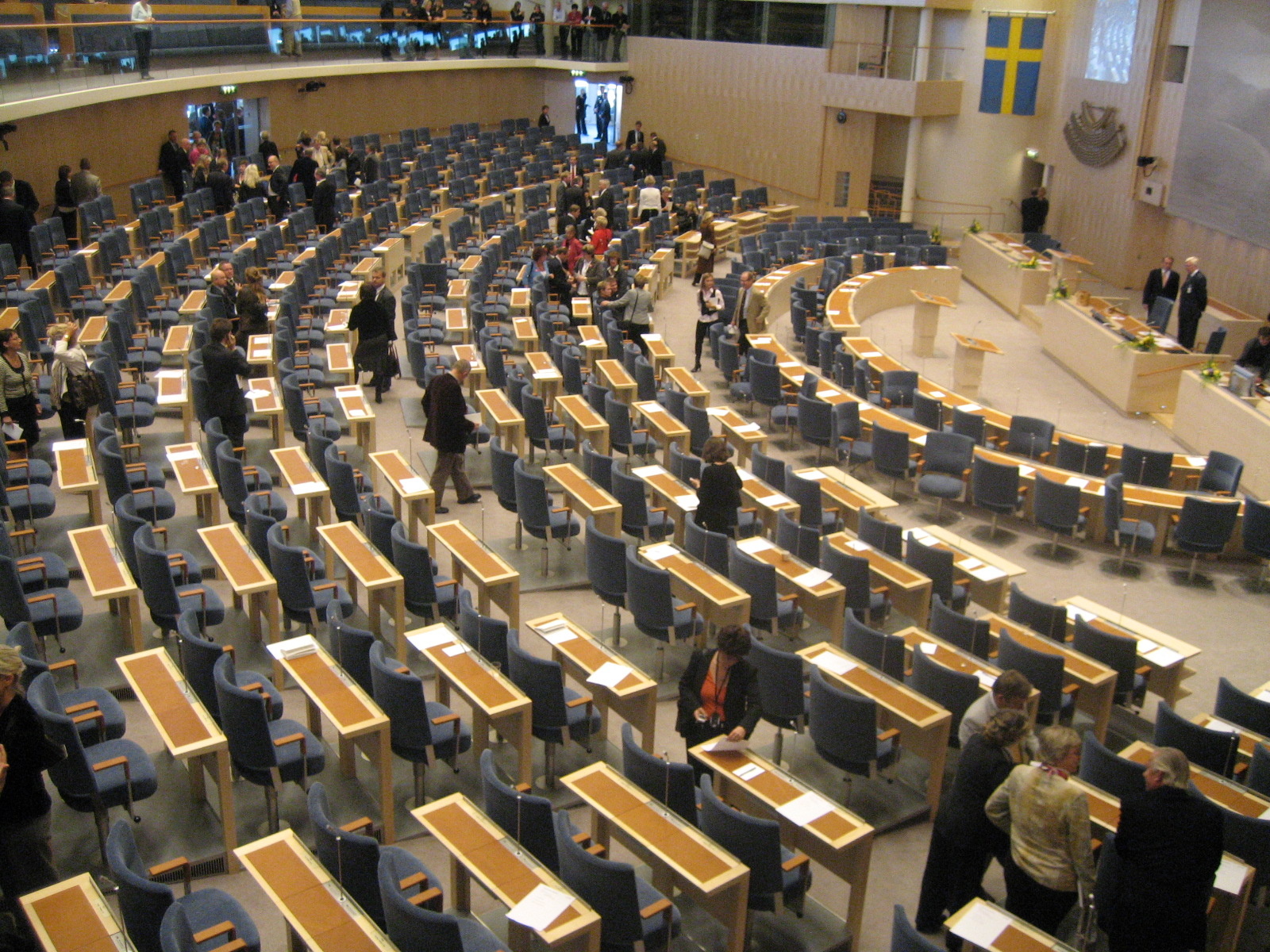
A parlament ülésterme

|                      |                            |
| A parlament bejárata | a parlament másik nézetből |

### Alkotmány, államforma
Svédország parlamentáris és képviseleti demokrácia, a nép által választott parlamenttel (→ Riksdag). Formálisan az ország egyben alkotmányos monarchia is, ahol az uralkodó az államfő.
XVI. Károly Gusztáv király az ország nem politikai államfője. Feladata kizárólag protokolláris teendőkre korlátozódik, szertartási és képviseleti feladatai vannak.
A miniszterelnök 2022. októbere óta Ulf Kristersson (Mérsékelt Párt).

### Törvényhozás, végrehajtás, igazságszolgáltatás
A svéd törvényhozó hatalom a parlament (svédül Riksdag), amelyben a pártok az általános választások eredményeinek megfelelően jutnak mandátumokhoz.
Az egykamarás parlamentnek (Riksdag) 349 tagja van, akiket négyévente választanak meg. Általában szeptembertől június közepéig tart az ülés. A parlament hozza meg a döntéseket, a kormány pedig végrehajtja azokat.
A világon Svédországban a legmagasabb a női képviselők aránya.
A germán, római és angol-amerikai jogra támaszkodó svéd jog nem annyira kodifikált, mint Franciaországban és más, a napóleoni törvénykönyv által befolyásolt országokban, és nem függ annyira a bírói gyakorlattól és precedensektől, mint az Egyesült Államokban.

### Választások
Svédországban általános választójoga van minden 18 éven felüli állampolgárnak. 
Az általános választásokat együtt tartják az önkormányzati választásokkal (kommunalvalet), amelyen svéd illetőségű külföldiek is részt vehetnek. A választások négyévente zajlanak, időpontjuk mindig szeptember harmadik vasárnapja. 1994 előtt háromévente voltak választások.

### Politikai pártok
A svéd törvényhozásban 2022–től a következő pártok vannak jelen (a „Riksdag"-ba bekerülési feltétel a választásokon elért min. 4%):
Kormánypártok:
- Mérsékelt Párt (Moderata Samlingspartiet): konzervatív párt – 68 mandátum
- Kereszténydemokraták (Kristdemokraterna): – 19 mandátum
- Liberálisok (Liberalerna): liberálisok – 26 mandátum

A kormányt támogatja:
- Svédországi Demokraták (Sverigedemokraterna): szélsőjobb – 73 mandátum

Ellenzék:
- Szociáldemokrata Párt Sveriges Socialdemokratiska Arbetarparti: – 107 mandátum
- Centrum Párt (Centerpartiet): korábbi nevük Bondeförbundet (Parasztszövetség) – 24 mandátum
- Baloldali Párt Vänsterpartiet: kommunisták – 24 mandátum
- Zöld Párt Miljöpartiet, de Gröna: – 18 mandátum

### Külkapcsolatok
Az ország szorosan együttműködik a skandináv szomszédjaival, gazdasági és szociális ügyekben az Északi Miniszterek Tanácsán keresztül. 1995 óta tagja az Európai Uniónak is.
Korábban, mintegy kétszáz éven át a semlegesség politikáját követte; a külpolitikája azon a feltevésen alapul, hogy a nemzetbiztonságot az szolgálja a legjobban, ha békeidőben mentesül a szövetségektől. Az új világbiztonsági helyzet következtében a külpolitikája részben módosult és később, a 21. században aktívabb szerepet játszott az európai biztonsági együttműködésben. 2021-ben az ország töltötte be az Európai Biztonsági és Együttműködési Szervezet (EBESZ) elnöki tisztét. 2017 és 2018 között tagja volt az ENSZ Biztonsági Tanácsának is.
2022-ben, Oroszország Ukrajna elleni inváziója után a csatlakozási kérelmét nyújtotta be a NATO-szövetséghez.
2023-ban a NATO-csatlakozását Magyarország és Törökország blokkolta. Annak ellenére, hogy Orbán korábban azt mondta, hogy nem ők lesznek az utolsók, 2024-ben Magyarország hagyta jóvá utolsóként a csatlakozását, ami véget vetett a sok hónapos diplomáciai vitáknak, így márc. 7-én a NATO teljes jogú tagja lett.

### Tagsága nemzetközi szervezetekben
Az ország a következő nemzetközi szervezetek tagja: ADB, AfDB, Sarkköri Tanács, Australia Group, BIS, CBSS, CE, CERN, EAPC, EBRD, EIB, ESA, Északi Tanács, Európai Unió, FAO, G-9, G-10, IADB, IAEA, IBRD, ICAO, ICC, ICCt, ICRM, IDA, IEA, IFAD, IFC, IFRCS, IHO, ILO, IMF, IMO, IMSO, Interpol, IOC, IOM, IPU, ISO, ITSO, ITU, ITUC, MIGA, MINURCAT, NAM (mint vendég), NATO, NEA, NIB, NSG, OAS (megfigyelőként), OECD, OPCW, OSCE, Paris Club, PCA, PFP, Schengeni egyezmény, UN, UNCTAD, UNESCO, UNHCR, UNIDO, UNMEE, UNMIL, UNMIS, UNMOGIP, UNOMIG, UNRWA, UNTSO, UPU, WCO, WFTU, WHO, WIPO, WMO, WTO, ZC

### Védelmi rendszer

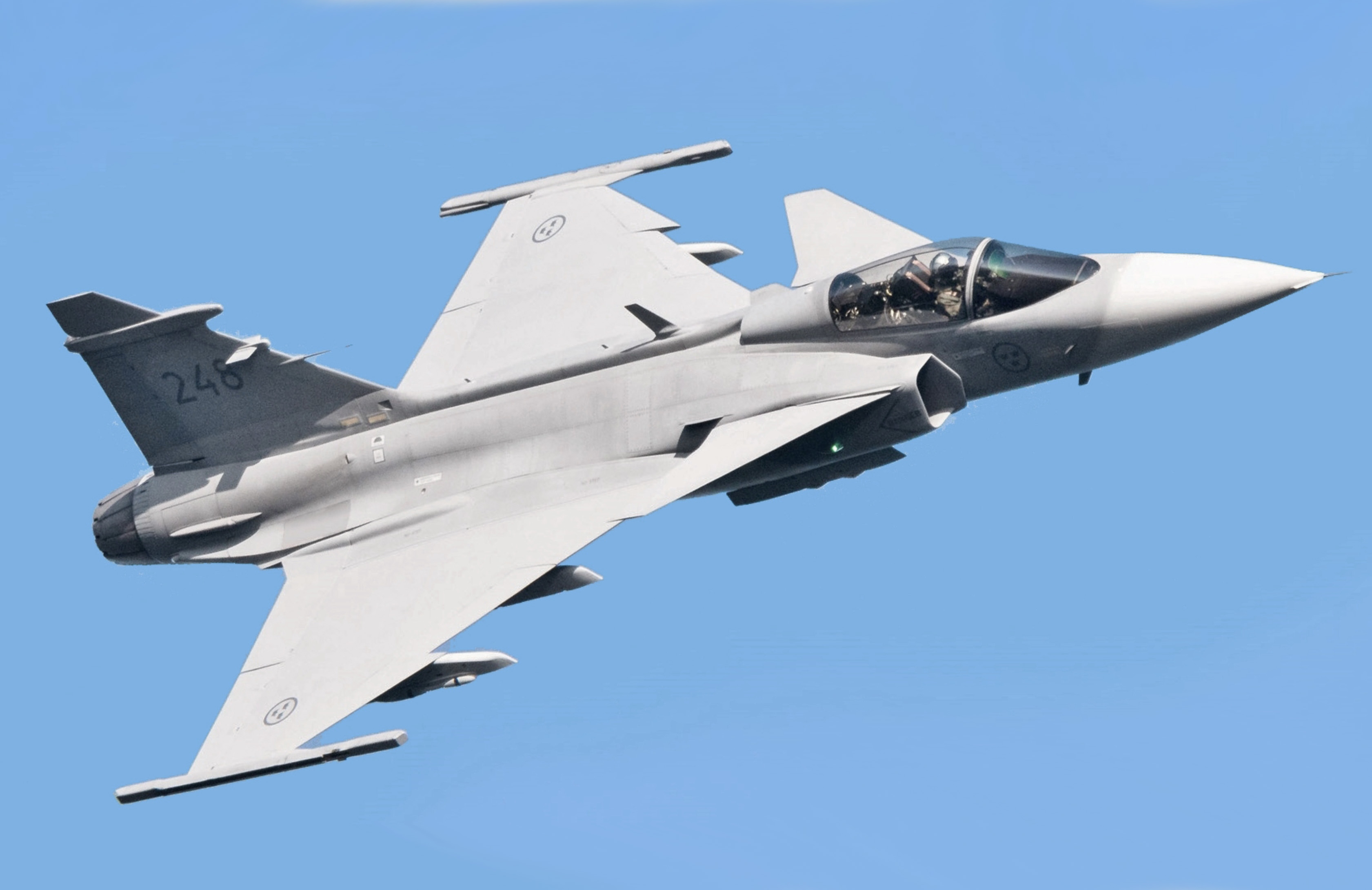
JAS 39 Gripen harci repülőgép. Svédországban fejlesztik és gyártják.

A 20. század nagy részében Svédország katonailag el nem kötelezett volt, de ma már szorosan együttműködik a NATO-val és részt vesz az EU-n belüli védelmi együttműködésben.  Az ország méretéhez képest jelentős hadiiparral és repülőgépiparral is rendelkezik, amelynek termékeit számos ország hadereje rendszeresítette. Oroszország Ukrajna elleni inváziója következtében úgy döntött, hogy feladja függetlenségét és csatlakozni kíván a NATO-hoz és számos védelmi felszerelést adományoz Ukrajnának, köztük az igen modern Archer tüzérségi rendszert és CV90 harcjárműveket. Az orosz támadás 2022 tavaszi megállításában jelentős szerepet játszó NLAW páncéltörő-rakéta is a svéd hadiipar terméke.  A fegyverekre az ukrán katonák Svédországban kaptak kiképzést.

## Közigazgatási beosztás
Lásd még: a Svédország közigazgatása cikket
Svédország egységes állam, 21 megyére és 290 községre oszlik. 
Az alábbi táblázat és ábrák Svédország területi felosztását mutatják a NUTS (Nomenclature of Units for Territorial Statistics = Statisztikai Területi Egységek Nómenklatúrája) rendszer szerint. Svédország, a NUTS 1 alapján, elsőfokon három régióra oszlik, Östra Sverige (SE1 – kék árnyalatok), Södra Sverige (SE2 –zöld árnyalatok) és Norra Sverige (SE3 – sárga árnyalatok). A köznapi használatban lévő Götaland, Svealand és Norrland történelmi országrészek valamiben különböznek a NUTS 1 felosztástól.
| Megye (län)     | NUTS 3 | Székhely   | Népesség (fő) | Régió               | NUTS 2 |
| --------------- | ------ | ---------- | ------------- | ------------------- | ------ |
| Blekinge        | SE221  | Karlskrona | 152 757       | Sydsverige          | SE22   |
| Dalarna         | SE312  | Falun      | 277 349       | Norra Mellansverige | SE31   |
| Gotland         | SE214  | Visby      | 57 255        | Småland med öarna   | SE21   |
| Gävleborg       | SE313  | Gävle      | 277 970       | Norra Mellansverige | SE31   |
| Halland         | SE231  | Halmstad   | 306 840       | Västsverige         | SE23   |
| Jönköping       | SE211  | Jönköping  | 341 235       | Småland med öarna   | SE21   |
| Jämtland        | SE322  | Östersund  | 126 461       | Mellersta Norrland  | SE32   |
| Kalmar          | SE213  | Kalmar     | 233 874       | Småland med öarna   | SE21   |
| Kronoberg       | SE212  | Växjö      | 187 156       | Småland med öarna   | SE21   |
| Norrbotten      | SE332  | Luleå      | 249 436       | Övre Norrland       | SE33   |
| Örebro          | SE124  | Örebro     | 285 395       | Östra Mellansverige | SE12   |
| Östergötland    | SE123  | Linköping  | 437 848       | Östra Mellansverige | SE12   |
| Skåne           | SE224  | Malmö      | 1 274 069     | Sydsverige          | SE22   |
| Södermanland    | SE122  | Nyköping   | 277 569       | Östra Mellansverige | SE12   |
| Stockholm       | SE110  | Stockholm  | 2 163 042     | Stockholm           | SE11   |
| Uppsala         | SE121  | Uppsala    | 345 481       | Östra Mellansverige | SE12   |
| Värmland        | SE311  | Karlstad   | 273 815       | Norra Mellansverige | SE31   |
| Västerbotten    | SE331  | Umeå       | 261 112       | Övre Norrland       | SE33   |
| Västernorrland  | SE321  | Härnösand  | 242 156       | Mellersta Norrland  | SE32   |
| Västmanland     | SE125  | Västerås   | 259 054       | Östra Mellansverige | SE12   |
| Västra Götaland | SE232  | Göteborg   | 1 615 084     | Västsverige         | SE23   |

| NUTS 2 térkép                | NUTS 3 térkép                |
| ---------------------------- | ---------------------------- |
| Svédország régióinak térképe | Svédország megyéinek térképe |
|                              |                              |

## Népesség

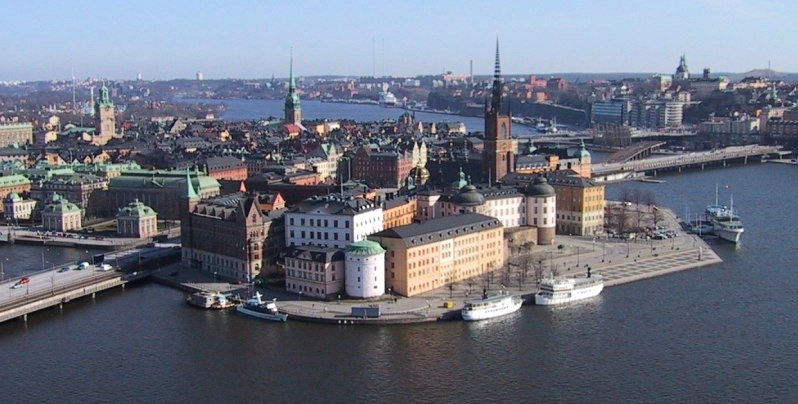
A főváros, Stockholm óvárosa

Svédország népsűrűsége, fő/km² (2023)

Svédország első lakosai feltehetőleg finnugor eredetű halász-vadász népek voltak, akik már az utolsó jégkorszaki jég visszahúzódásakor letelepedtek az ország egyes területein. Az első indoeurópai nyelvet beszélő népek valószínűleg a 4. században érkeztek, és fejlett földművelő kultúrát hoztak magukkal.
Ennek a történeti jelenségnek a mai napig megvannak a nyomai; a Svédország északi területein élő – főleg rénszarvastenyésztéssel foglalkozó – számik, vagy lappok a magyarok ritkábban emlegetett nyelvrokonai közé tartoznak. Ők, illetve a svéd-finn határ mentén élő települések finn lakossága alkotja Svédország „őslakos” kisebbségeit.
Svédország területén élő germánokról már a Kr. utáni első századból vannak írásos emlékeink, Tacitus művében. A mai Svédország germán őslakossága a svea, avagy törzsi svéd, a gót, ill. a gotlandi népek. A déli területeken a későbbi korokban dánok telepedtek le. Ennek nyomait a skånei dialektusok őrzik.

### Általános adatok
Svédország népessége a 2014-es népszámlálás szerint 9 694 194 fő, ennek körülbelül 16%-a 14 éven aluli, 65%-a 15 és 64 év közötti, a többiek ennél idősebbek. Svédország Észak-Európa legnépesebb országa.
Svédország azon országok közé tartozik, ahol a legmagasabb a várható élettartam, átlagosan a teljes népesség körében ez 80,51 év. A népesség növekedési rátája 0,61%.
A lakosság nagyrészt az ország déli területein koncentrálódik, így a hatalmas kiterjedésű északi területek népességsűrűsége meglehetősen csekély. Az EU keretein belül definiált NUTS3 zónák így ott hatalmas területre terjednek ki (összehasonlításképpen: a magyarországi NUTS3 régiók három megyét foglalnak magukba, Lappföldön akár egész magyarországnyi területeket).

### Népességének változása
| Lakosok száma | 1 780 678 | 7 041 829 | 7 867 931 | 8 192 437 | 8 329 033 | 8 668 067 | 8 872 109 | 9 219 637 | 9 954 420 | 10 591 058 |
|               | 1750      | 1950      | 1967      | 1975      | 1983      | 1992      | 2000      | 2008      | 2016      | 2025       |

### Etnikai megoszlás

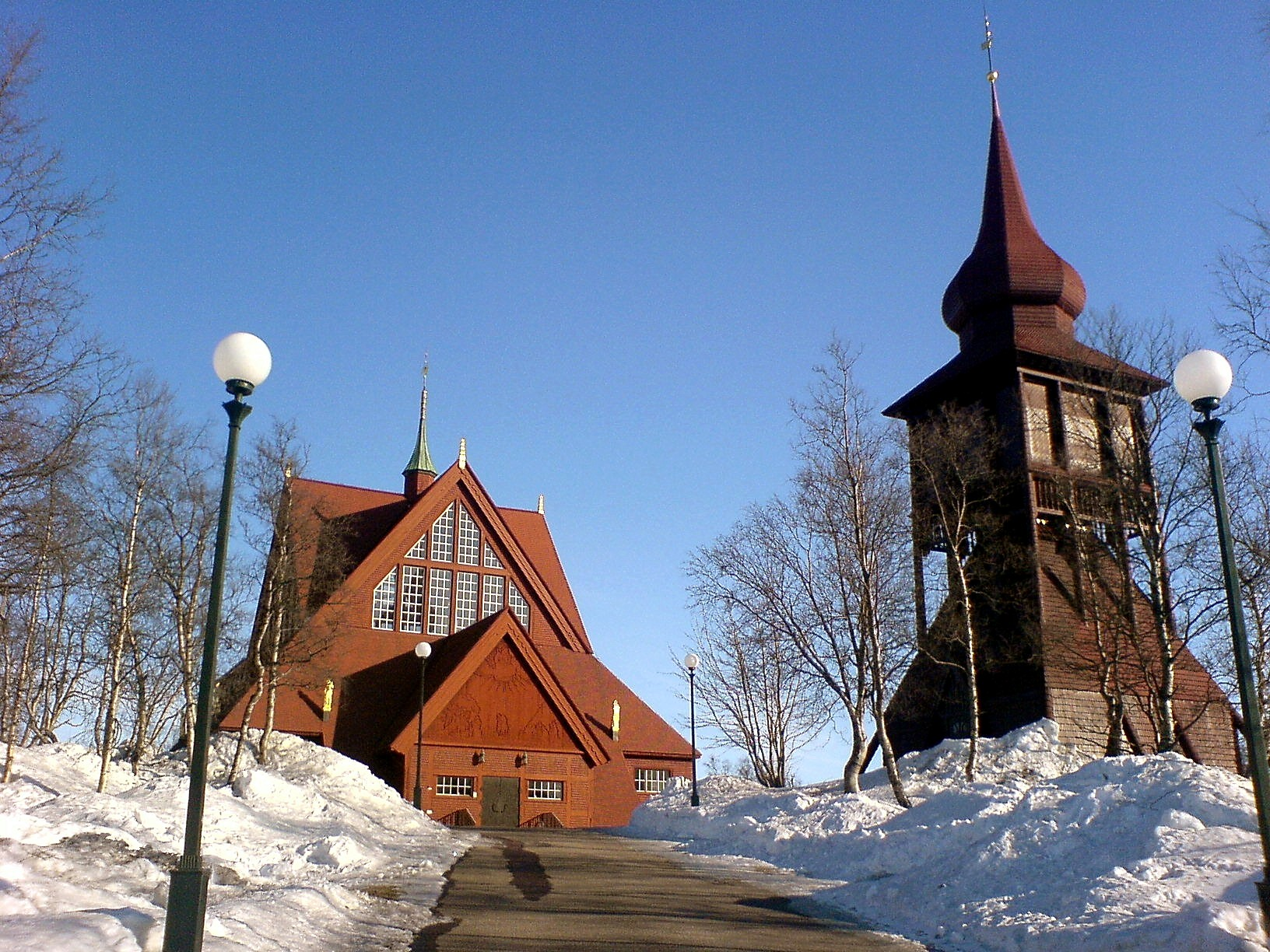
Kiruna temploma

Manapság Svédország bevándorlási célország, így jelentős számban képviselik magukat a kisebbségek között a régi jugoszláv területekről a háborúk elől menekültek, egyes arab országokból érkezett vendégmunkások, vagy menekültek, illetve törökök és görögök.
A történelmi közelség és a szoros gazdasági kapcsolatok miatt természetesen nagy számban élnek Svédországban norvégok, dánok és finnek is, azonban ők nem feltétlenül a svéd állampolgárság keretein belül.

### Nyelvi megoszlás
Svédországban szintén nem rögzítette jogszabály a hivatalos nyelvet egészen 2009. július 1-jéig, amikor új nyelvtörvényt vezettek be, amelyben a svéd nyelvet az ország hivatalos nyelveként határozza meg.
Van továbbá öt elismert kisebbségi nyelv: számi (lapp), finn, meänkieli, roma (romani) és jiddis.

### Vallás
Svédországban 1593 és 2000 között az evangélikus kereszténység a hivatalos államvallás volt. A hívők zöme ma is az evangélikus svéd egyház tagja.

## Szociális rendszer
(a számszerű adatok forrása: CIA factbook Archiválva 2003. december 7-i dátummal a Wayback Machine-ben)

### Nyugdíjrendszer
1998 és 2001 között a nyugdíjrendszert átalakították államilag kezelt alapokból finanszírozott, kötelező ellentételezéses (PAYGO) rendszerből egy olyan rendszerré, amely a bevételek egy részét alapokba visszaforgatja. Fontos tényező, hogy a jövőben kifizetendő nyugdíjjáradékok jelenleg már a GDP növekedéshez kötöttek, amely fenntarthatóságot eredményez a gazdaság kedvezőtlen alakulása esetében is.
A kifizetendő állami nyugdíjjáradékokat egy 18,5% nyugdíjjárulék finanszírozza, amely az állam összes adózott bevételére terhelődik. 2001. január óta a 18,5% két részre van osztva: 16% a jelenlegi járadékokat fedezi, míg 2,5% egyéni nyugdíjalapokba megy. (forrás:angol wikipedia)

## Gazdaság

Az egy főre jutó GDP változása Svédországban, más fejlett országokkal összehasonlítva, 2006–2013 között

A svéd éves nemzeti jövedelem (GDP) területi megoszlása, 1000 SEK/fő (2004)

Svédország a 20. század első felében emelkedett a világ gazdaságilag legfejlettebb államai közé. A Világgazdasági Fórum 2009–2010-es listája szerint a világ 4. legversenyképesebb országa. Gazdasága alapját a csúcstechnológiát képviselő iparágak, a kereskedelem és a szolgáltatások képezik.

### Mezőgazdaság
Az ország mezőgazdasága a kedvezőtlen adottságok ellenére is fejlett. Területének csak 6%-a szántóföld, a megművelt földek aránya a 20. század közepétől csökken.
Legfontosabb ágazata a szarvasmarhatartás (hús- és tejtermelés). A déli és középső területeken őszi búzát, zabot, cukorrépát, burgonyát termesztenek. A gazdaságosabb takarmánytermesztés, illetve állattenyésztés előtérbe kerül.
Az ország 62%-át borítja erdő, ezeknek mintegy fele farmerek tulajdonában van, a többi az államé és az iparvállalatoké. A parasztgazdaságok jövedelmét a fakitermelés egészíti ki.

### Ipar
A korszerű, szakosodott ipar központjai az ország középső és déli részén fekvő városokban vannak: Göteborgban, Stockholmban és Malmőben. Villamosenergia-termelését a víz- és az atomerőművek biztosítják (közel egyenlő arányban). A svéd ipar hagyományos ágazatai közé tartozik a vaskohászat (a világ legjobb minőségű acélját termeli) és a faipar (világhírű ágazata a gyufagyártás). Gépipara (pl. hajó, repülőgép, gépkocsi) a minőségi acélt dolgozza fel.
Svédországban három autógyár működik:
- a Volvo göteborgi székhellyel (kínai (Geely) érdekeltséggel),
- valamint a Koenigsegg (Ängelholm), és a
- Scania (Södertälje).

A svédek kiemelkedő vasúti gépgyára volt a NOHAB (Trollhättan).
A világ élvonalába tartozik a: híradástechnika, elektronika (mobiltelefonok, számítógépek, elektronikus rendszerek), az irodagépipar, golyóscsapágygyártás. Az ország méretéhez képest jelentős hadiipar és repülőgép iparral is rendelkezik.
Kiterjedt fenyő- és lombhullató erdőinek fáját, energiában gazdag folyóit hatékonyan értékesíti. Az ország fakitermelésben 11. a világon (2003–2004-ben). Egyike a legnagyobb papírgyártóknak.
Természeti erőforrásai jelentősek és változatosak. Ásványkincsei közül legfontosabb a Sarkkörön túli Lappföldön bányászott kiváló minőségű vasérc.

### Külkereskedelem
Külkereskedelmi forgalma évtizedek óta többlettel zárul. 
- A kivitel (export) fő tételei: gépek és járművek, vegyi áruk, papíráruk, elektrotechnikai-elektronikai termékek, gyógyszer, acél, nyersvas.[45]
- A behozatal (import) nagy részét szintén gépek, berendezések, járművek alkotják, továbbá élelmiszer, energiahordozók, vegyipari alapanyagok.[45]

Legfőbb kereskedelmi partnerek 2017-ben:
- Export:  Németország 11%,  Norvégia 10,2%, Finnország 6,9%, Egyesült Államok 6,9%, Dánia 6,9%, Egyesült Királyság 6,2%, Hollandia 5,5%
- Import:  Németország 18,7%,  Hollandia 8,9%, Norvégia 7,7%, Dánia 7,2%, Kína 5,5%, Egyesült Királyság 5,1%, Finnország 4,7%, Belgium 4,7%

## Közlekedés
Korszerű vasút- és közúthálózata az ország központi és déli vidékein a legsűrűbb. 

### Közút
A svéd úthálózat 573 ezer km, ebből 2050 km gyorsforgalmi út (2016).

### Vízi
Jelentős a tengeri és a belvízi hajózás is.
Fő kikötők:
- Ahus (SEAHU)
- Koppenhága-Malmö (SEMMA)
- Falkenbergs Terminal (SEFAG)
- Gavle (SEGVX)
- Göteborg (SEGOT)
- Helsingborg (SEHEL)
- Kalmar (SEKLR)
- Karlskrona (SEKAA)
- Norrkoping (SENRK)
- Wallhamn (SEWAL)
- Stockholm (SESTO)

### Légi
Főbb repterek:
- Stockholm-Arlanda repülőtér
- Stockholm-Skavsta repülőtér
- Göteborg City repülőtér
- Malmői repülőtér

### Képek

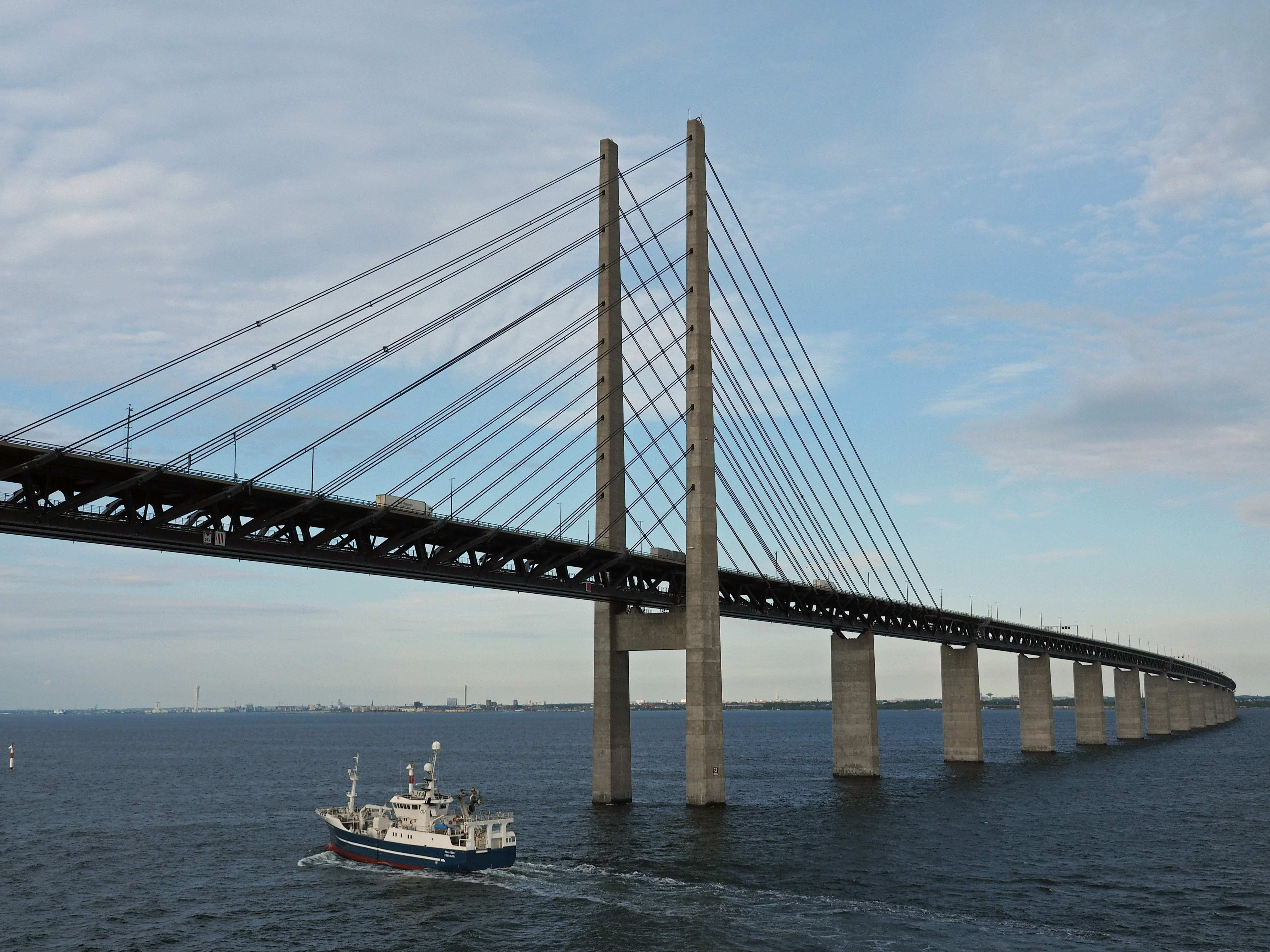
Az Øresund híd Svédország és Dánia között
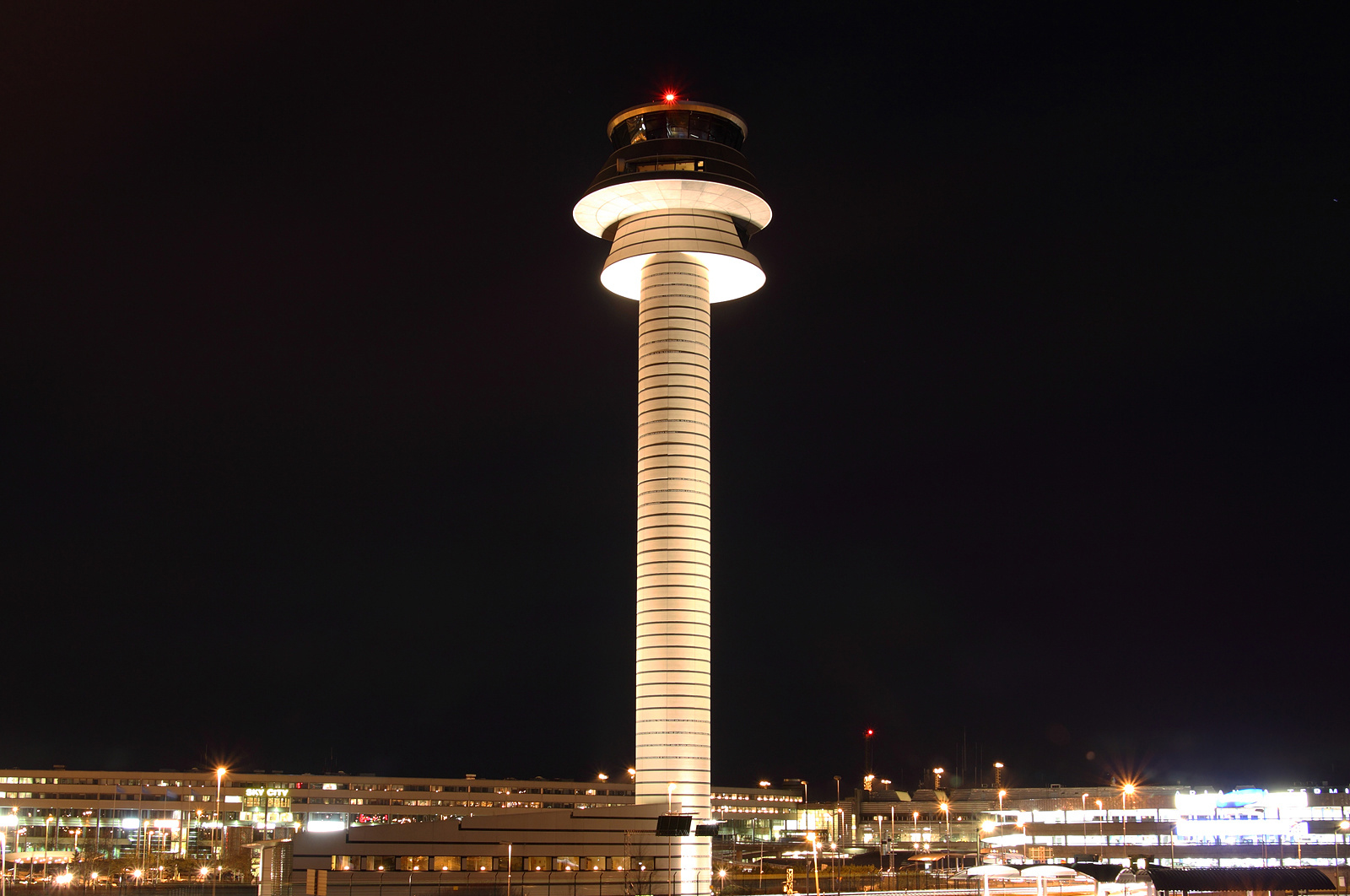
Az Arlanda reptér irányítótornya
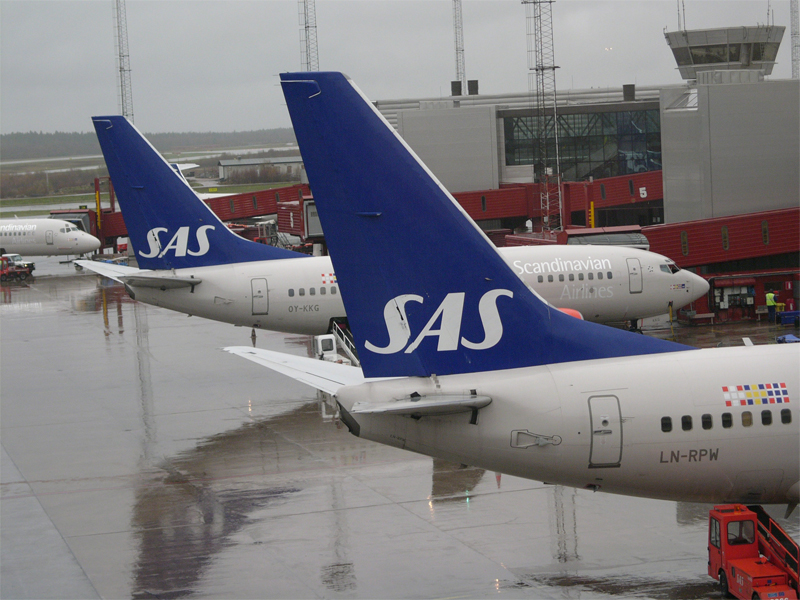
Scandinavian Airlines
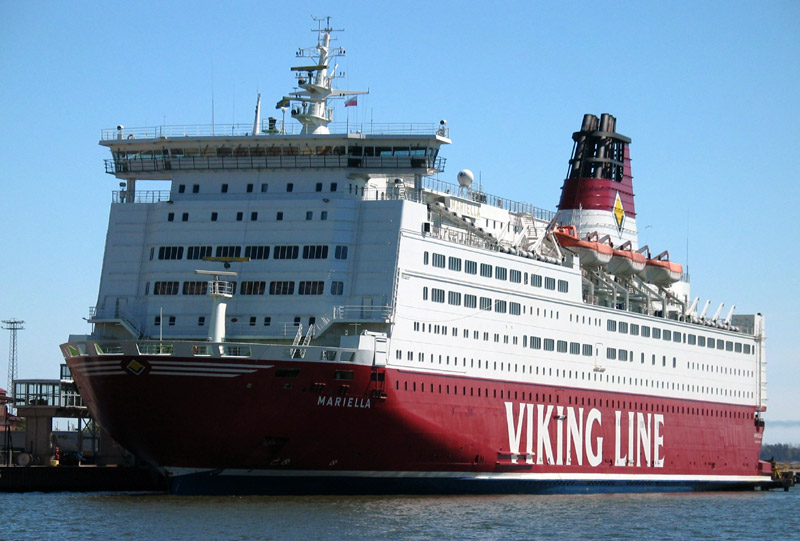
Viking Line M/S Mariella
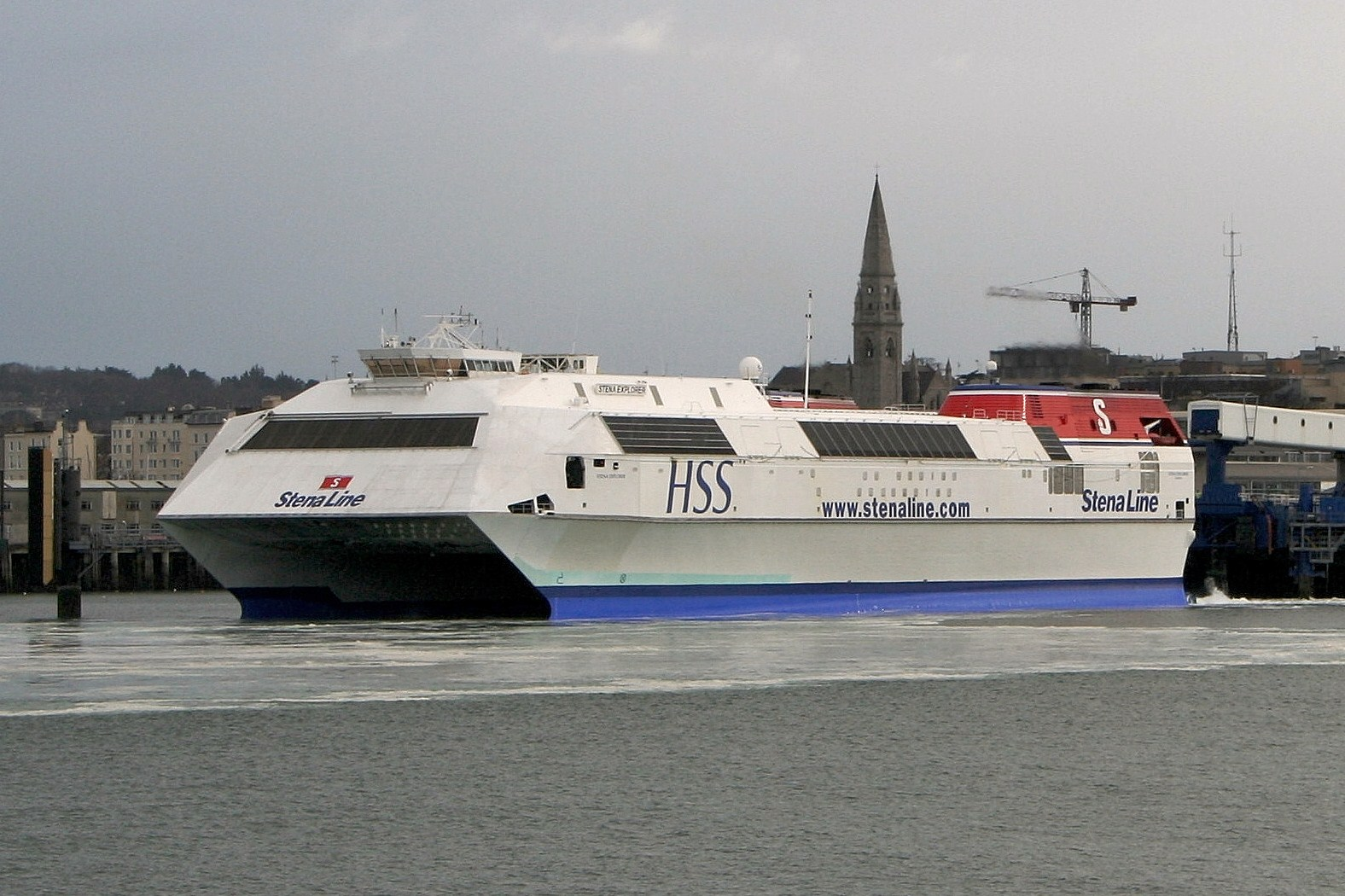
Stena Line HSS Stena Explorer
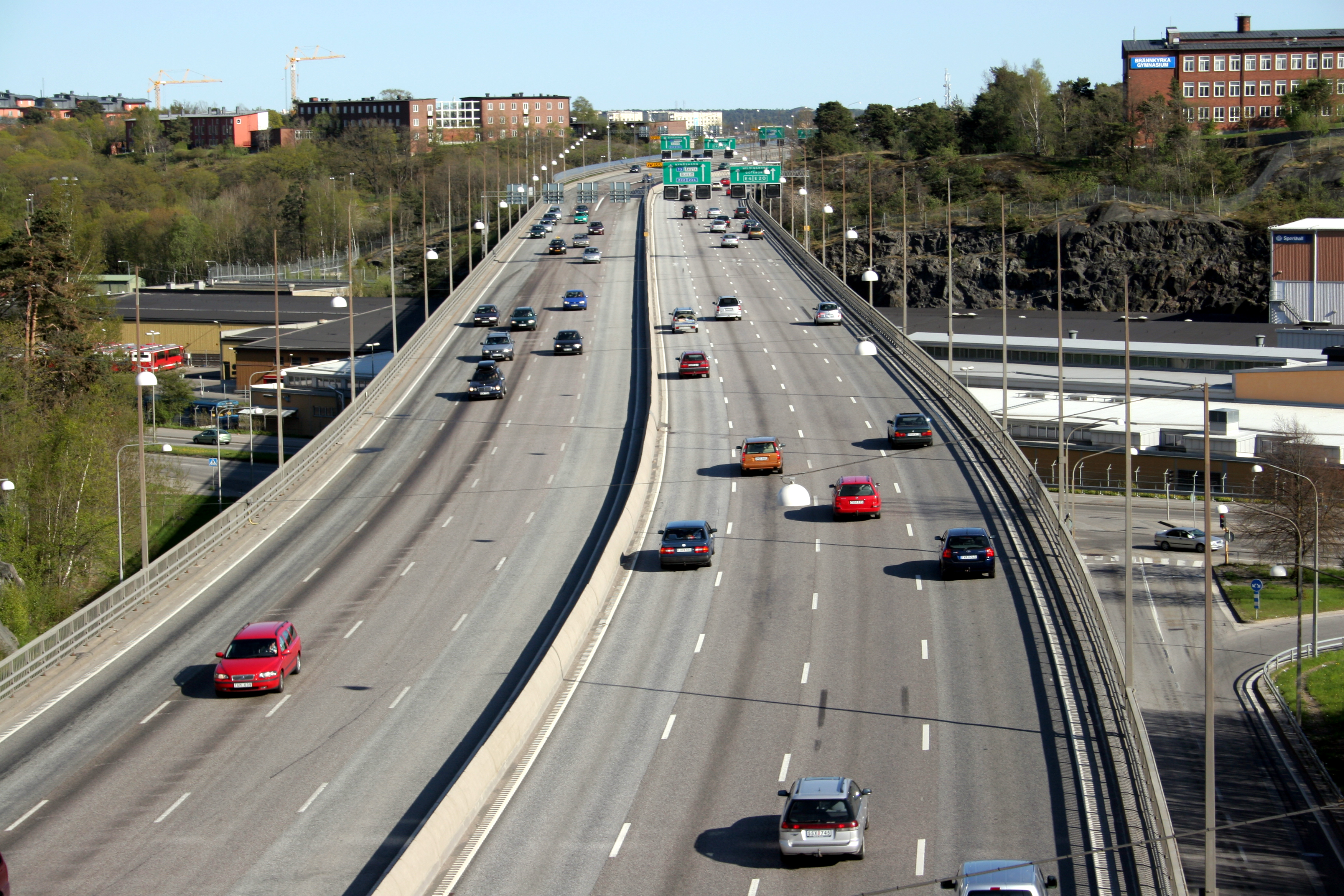
Az E4-es autópálya Stockholmban
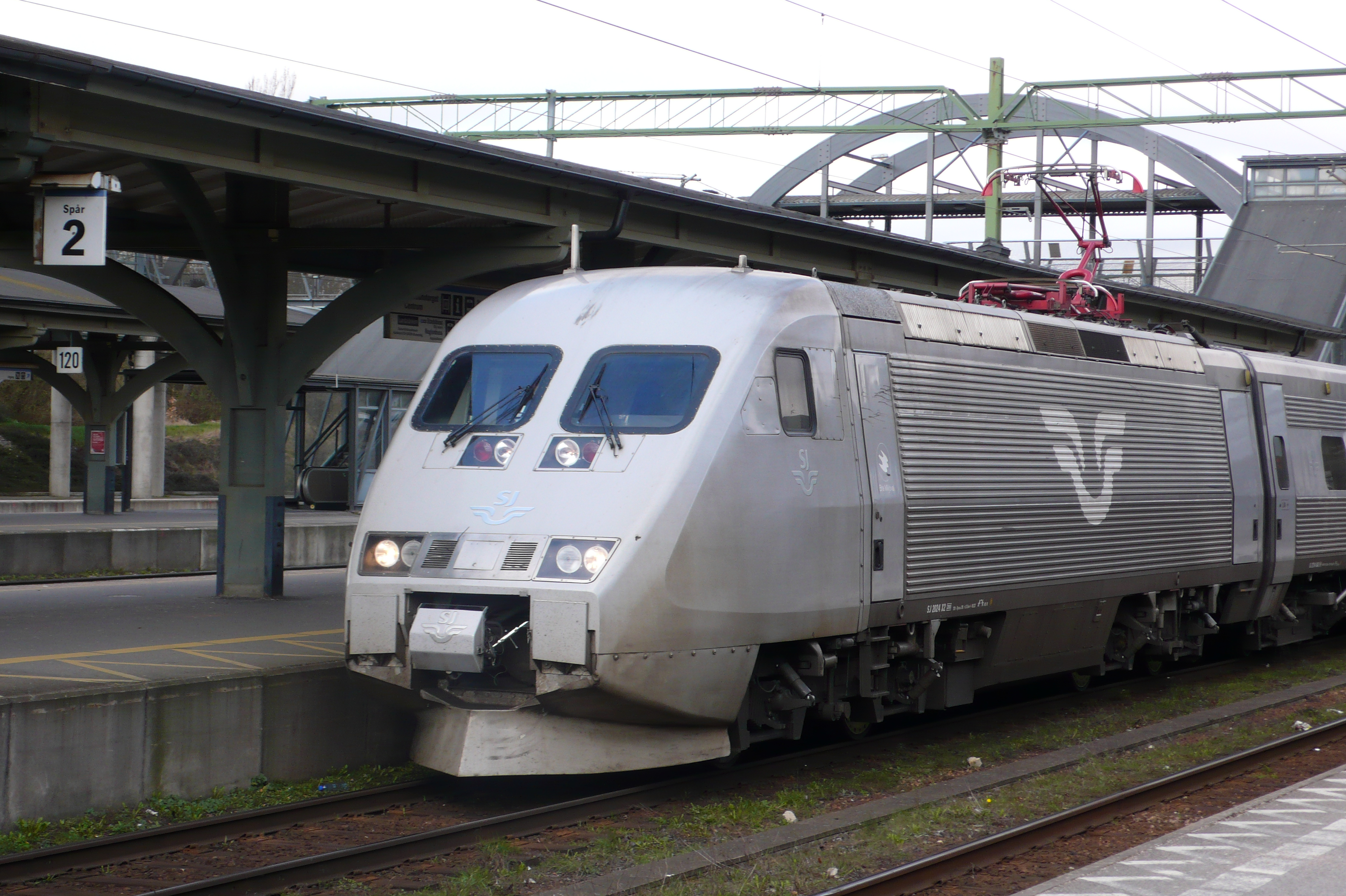
Az SJ X2000 nagysebességű vonat

## Telekommunikáció
| Hívójel prefix | SA-SM, 7S, 8S |
| ITU zóna       | 18            |
| CQ zóna        | 14            |

## Kultúra
A svéd kultúrát általában nyugati, konkrétabban északi kultúrának tekintik, fő jellemzői a skandináv kultúrával mutatnak hasonlóságot.

## Sport
Svédországra a csapatsportok a jellemzőek minden téren. A foci viszonylag jelentős ágazata a sportoknak az országban és a nemzetközi mezőny közepét erősítik a svédek. Kedvelt sportjuk még a floorball, a jégkorong és a téli sportok (síelés, biatlon, curling). A legjelentősebb síverseny a Vasaloppet.
Nagyon népszerű sport a tájfutás, melynek Svédország az őshazája. Legnagyobb versenyük az O-ringen, melyen gyakran 10 000 fölötti az indulók létszáma. Népszerűek a váltóversenyek is, melyek közül a Tiomilla (10x10 km) a legnagyobb, amit méltán neveznek a tájfutás Bajnokok Ligájának.

## Ünnepek
(A „zászlózási napok” svéd zászlóval: , a munkaszüneti napok félkövérrel szedve)
- Január 1. Újév napja  (nyårsdagen)
- Január 6. Vízkereszt (trettondagen)
- Január 28. A király névnapja  (Carl)
- Március 12. A koronahercegnő névnapja  (Victoria)
- Nagycsütörtök (skärtorsdag)
- Nagypéntek (långfredag)
- Húsvét vasárnap
- Húsvét hétfő (annandag påsk)
- Április 30. Walpurgis-éj; a király születésnapja  (valborgsmässoafton)
- Május 1. A munkásmozgalom ünnepe  (första maj)
- Krisztus Mennybemenetelének Ünnepe – Áldozócsütörtök (Húsvét utáni 40. nap) (Kristi Himmelfärdsdag)
- Pünkösdvasárnap  (Pingstdagen)
- Pünkösdhétfő (annandag pingst)
- Június 6. A svéd zászló napja, I. Gusztáv trónra lépése (1523), Svédország nemzeti ünnepe  (Svenska flaggans dag)
- Június 19. és 25. közötti péntek Szent Iván éjszakája (Midsommarafton)
- Június 20. és 26. közötti szombat Szent Iván napja, a nyári napforduló ünnepe (Midsommardagen, Johandag)
- Július 14. A koronahercegnő születésnapja
- Augusztus 8. A királyné névnapja  (Silvia)
- Október 24. Az ENSZ napja
- Október 31. – november 6. közötti szombat. Mindenszentek napja (Alla helgons dag)
- November 6. Gusztáv Adolf-nap
- December 10. Nobel-nap  (Nobelfest)
- December 13. Luca-nap (Luciadagen)
- December 23. A királyné születésnapja
- December 24. Karácsonyeste (dopparedagen)
- December 25. Karácsony (Juldagen)
- December 26. Karácsony másnapja (Annandag jul)
- December 31. Szilveszter napja (nyårsafton)

## Fordítás
Ez a szócikk részben vagy egészben  a   Sweden című angol Wikipédia-szócikk fordításán alapul.  Az eredeti cikk szerkesztőit annak laptörténete sorolja fel. Ez a jelzés csupán a megfogalmazás eredetét és a szerzői jogokat jelzi, nem szolgál a cikkben szereplő információk forrásmegjelöléseként.